# Zombie – pożeracze mięsa
Zombie – pożeracze mięsa (wł. Zombi 2) – włoski horror z 1979 roku w reżyserii Lucia Fulciego. Był to nieoficjalny sequel filmu Świt żywych trupów (1978), który we Włoszech funkcjonuje pod tytułem Zombi. Zdjęcia kręcono w Santo Domingo, Nowym Jorku oraz we włoskiej prowincji Latina. Film doczekał się kontynuacji Zombie – pożeracze mięsa 2 i dwóch nieoficjalnych kontynuacji.

## Fabuła
Jacht bez załogi dryfuje u wybrzeży Nowego Jorku. Na pokład dostaje się straż przybrzeżna, a gdy jeden z jej członków wchodzi do kabiny, zostaje pożarty przez ożywione zwłoki. Wkrótce umiera, natomiast umarlak wychodzi na zewnątrz. Stwór zostaje zastrzelony, a następnie wyrzucony za burtę. Ta wiadomość obiega całe miasto, docierając także do córki pana Bowlesa, właściciela opuszczonego jachtu, który przepadł bez wieści. Anna, jego córka, wraz z dziennikarzem Peterem Westem zamierza go odnaleźć, nie wierząc w oficjalną wersję policji. W tym celu wyruszają na wyspę Matool na Karaibach, gdzie Bowles prawdopodobnie zaginął – tak wynika z odnalezionego na pokładzie listu. Tymczasem w nowojorskim prosektorium zwłoki zabitego członka straży przybrzeżnej ożywają.
Na Karaibach Anna i Peter spotykają dwoje amerykańskich przewodników, którzy zamierzają pomóc im dostać się na Matool – Briana Curta i Susan Barrett. Tymczasem na okrytej złą sławą Matool doktor David Menard prowadzi badania nad chorobą dziesiątkującą tubylców. Dziesiątki zwłok i rannych umieszczane są w prowizorycznym szpitalu, a miejscowi polegają na magii. Wkrótce Menard ma scysję ze swoją żoną Paolą, która chce opuścić wyspę. W drodze na Matool nurkująca i robiąca podwodne zdjęcia Susan zostaje zaatakowana przez dziwną istotę, która okazuje się niewrażliwa na ból i wdaje się w walkę z rekinem. Choć potwór traci rękę, wygrywa starcie, rozrywając brzuch drapieżnika i żerując na nim. Zszokowana Susan wynurza się z wody i relacjonuje wydarzenia pozostałym.
Na Matool coś atakuje Paolę. Następnego dnia Menard przyjmuje Annę, Petera, Briana i Susan. Wyjaśnia, że trawiąca wyspę choroba zmienia umarłych w żądne krwi żywe trupy. Tubylcy uważają, że są to zombie ożywione klątwą voodoo, z czym nie zgadzali się Menard i ojciec Anny, próbując wyjaśnić to zjawisko w sposób naukowy. Wkrótce ojciec Anny umarł, prosząc przed śmiercią o przesłanie ostatniego listu do córki. Po chwili jednak zmartwychwstał, a Menard strzelił mu w głowę, co – jak się okazuje – jest jedynym sposobem na zabicie żywych trupów. Doktor prosi gości, by udali się do jego willi i dotrzymali towarzystwa Paoli. Po przybyciu na miejsce cała czwórka znajduje grupę zombie pożywiających się zwłokami Paoli.
Po ucieczce z willi jeep Menarda ulega wypadkowi, a Peter doznaje urazu kostki. Ukrywając się na polanie w dżungli, grupa zdaje sobie sprawę, że natknęli się na stary cmentarz hiszpańskich konkwistadorów, z którego wyłania się duża grupa zombie. Susan ginie, gdy jeden z potworów odgryza jej gardło. Peter, Anna i Brian uciekają do szpitala Menarda, gdzie oprócz niego przebywają jeszcze tubylec Lucas i pielęgniarka Clara. Okazuje się, że wyspa jest opanowana przez żywe trupy, które oblegają budynek. Zombie kolejno zabijają Menarda, Lucasa i Clarę, a reszta grupy odpiera atak, zabijając tyle potworów, ile zdoła. W końcu ocalali podpalają budynek, by uciec. Gdy biegną przez las, Brian zostaje ugryziony przez wskrzeszoną Susan, którą Peter zabija strzałem w głowę.
Anna, Peter i Brian kontynuują ucieczkę na łódź i opuszczają wyspę. Na morzu Brian umiera z powodu infekcji, a jego ciało zostaje zamknięte w kabinie, aby posłużyć jako dowód na to, co się wydarzyło. Jednak gdy łódź ponownie zbliża się do Nowego Jorku, audycja radiowa informuje, że miasto nawiedziła straszliwa epidemia – hordy trupów ożyły i atakują ludzi, pożerając ich. Tymczasem ożywiony Brian próbuje wydostać się z kabiny. Na Moście Brooklińskim dziesiątki przerażających zombie powoli zmierzają w stronę miasta.

## Obsada
- Tisa Farrow – Anne Bowles
- Ian McCulloch – Peter West
- Richard Johnson – dr David Menard
- Al Cliver – Brian Curt
- Nick Alexander – Brian Curt (głos)
- Auretta Gay – Susan Barrett
- Stefania D’Amario – Clara
- Olga Karlatos – Paola Menard
- Susan Spafford  – Paola Menard (głos)
- Dakkar – Lucas
- Ugo Bologna – pan Bowles
- Franco Fantasia – ojciec Matthias
- Leo Gavero – Fritz
- Arthur Haggerty – otyły zombie
- Ramón Bravo – podwodny zombie
- Ottaviano Dell’Acqua – zombie w robakami w oczach
- Omero Capanna, Alberto Dell’Acqua, Arnaldo Dell’Acqua, Roberto Dell’Acqua – zombie
- Lucio Fulci – redaktor gazety
- Edward Mannix – strażnik przybrzeżny

Źródło: 